# Jeux d'échelles
 (janvier 2024).
 (décembre 2023).
La mise en forme du texte ne suit pas les recommandations de Wikipédia : il faut le « wikifier ».
Les points d'amélioration suivants sont les cas les plus fréquents. Le détail des points à revoir est peut-être précisé sur la page de discussion.
- Les titres sont pré-formatés par le logiciel. Ils ne sont ni en capitales, ni en gras.
- Le texte ne doit pas être écrit en capitales (les noms de famille non plus), ni en gras, ni en italique, ni en « petit »…
- Le gras n'est utilisé que pour surligner le titre de l'article dans l'introduction, une seule fois.
- L'italique est rarement utilisé : mots en langue étrangère, titres d'œuvres, noms de bateaux, etc.
- Les citations ne sont pas en italique mais en corps de texte normal. Elles sont entourées par des guillemets français : « et ».
- Les listes à puces sont à éviter, des paragraphes rédigés étant largement préférés. Les tableaux sont à réserver à la présentation de données structurées (résultats, etc.).
- Les appels de note de bas de page (petits chiffres en exposant, introduits par l'outil «  Source ») sont à placer entre la fin de phrase et le point final[comme ça].
- Les liens internes (vers d'autres articles de Wikipédia) sont à choisir avec parcimonie. Créez des liens vers des articles approfondissant le sujet. Les termes génériques sans rapport avec le sujet sont à éviter, ainsi que les répétitions de liens vers un même terme.
- Les liens externes sont à placer uniquement dans une section « Liens externes », à la fin de l'article. Ces liens sont à choisir avec parcimonie suivant les règles définies. Si un lien sert de source à l'article, son insertion dans le texte est à faire par les notes de bas de page.
- La présentation des références doit suivre les conventions bibliographiques. Il est recommandé d'utiliser les modèles {{Ouvrage}}, {{Chapitre}}, {{Article}}, {{Lien web}} et/ou {{Bibliographie}}. Le mode d'édition visuel peut mettre en forme automatiquement les références.
- Insérer une infobox (cadre d'informations à droite) n'est pas obligatoire pour parachever la mise en page.

Pour une aide détaillée, merci de consulter Aide:Wikification.
Si vous pensez que ces points ont été résolus, vous pouvez retirer ce bandeau et améliorer la mise en forme d'un autre article.
Le jeu d’échelle est un concept issu de différentes disciplines. Chacune d’elles a établi sa définition en mettant en avant des éléments propres à leurs pratiques. Il n’existe pas de définition générale de la méthode tant les définitions peuvent se contredire en mettant en avant des éléments différents. Il n’est donc pas possible de regrouper toutes les tentatives de définitions existantes afin d’en établir une qui a une portée plus générale.

## Origines géographiques et disciplinaires
La microhistoire  est née dans les années 70 d’un ensemble de questions et de propositions formulées par un petit groupe d’historiens italiens dont les recherches peuvent être foncièrement différentes. Le jeu d’échelles est constitué de la micro-histoire et la macrohistoire . Ce concept s’inscrit dans l’histoire dite globale  ou mondialisée. Les chercheurs pionniers de ce concept sont principalement des historiens modernistes. Dans les premiers temps, les sources utilisées sont les sources juridiques et les actes notariés.
La complexité du concept de jeu d’échelles se situe dans l’absence « d’Écoles », de chartes ou de textes fondateurs. Cela rend le concept abstrait mais aussi flexible. On constate une nette influence de l’École des Annales .
Durant le début des années 80, on se trouve face à une crise sociale au sein de laquelle on critique les jeux d’échelles. Pour certains, cela constitue un émiettement de l’Histoire et pour d’autres, en mobilisant cette approche, on rompt avec un « positivisme plat ».

## Éléments et concepts clés: Les échelles d’analyse et la temporalité
Au sein du concept de jeu d’échelles, nous avons deux grandes caractéristiques : les échelles d’analyse et la temporalité.
	Les échelles d’analyse peuvent être comparées à une focale. C’est totalement essentiel. Selon Bernard Lepetit , un des directeurs de l’École des Annales, l’attention se porte dans un premier temps sur l’objet. La micro-histoire permet de prendre conscience d’une réalité, d’un exemple concret. Elle permet de construire des dispositifs locaux.C’est grâce aux comportements des acteurs que l’on peut l’inscrire dans une dynamique plus globale. Le chercheur doit prendre en compte toutes les variables de l’évènement. Aussi, les conclusions sont « cumulables » tant que le chercheur prend connaissance de ces variables .
	Ensuite, la temporalité est hétérogène. Elle dépend des évènements analysés par les chercheurs.
	Selon certains chercheurs comme Giovanni Levi , cette manière de travailler l’Histoire introduit des biais. En effet, le fait de se concentrer sur un évènement/objet/individu est par extension un choix des conséquences. Il prétend aussi que la centralité de la source peut amener à tronquer la recherche historique.

## Développement historiographique
Italie
Le jeu d’échelles se développe en Italie durant les années 70. Les chercheurs à l’initiative de ce mouvement sont principalement des historiens modernistes. L’homme à la base de tout cela est Eduardo Grendi. Ce dernier publie un article au sein de la revue Quaderni Storici. Au sein de la communauté scientifique, il y a de nombreuses discussions concernant la pose d’un micro label sur le travail des historiens. Les Italiens reconnaissent l’existence d’une histoire non-linéaire. Ils s’inscrivent dans une démarche anthropologique inverse des Anglo-saxons. Ce débat ne touche absolument pas les historiens italiens. En 2006, l’Université de Rome  et l’École française de Rome  organisent une rencontre avec des historiens français dans le cadre du séminaire de lecture en sciences sociales de l’École française de Rome.
France
	En France, quelques textes sur le jeu d’échelles circulent mais ne provoquent pas d’écho. Cette absence est expliquée par une histoire pouvant mettre en branle la légitimité de certaines écoles. Les historiens français s’engagent dans une démarche de recherches où le jeu d’échelles est différent de l’histoire des mentalités. La démarche de réflexion s’engage avec l’École des Annales. Aussi, les scientifiques mobilisent moins de références sociologiques et philosophiques qu’anthropologiques. On constate une grande importation de la pensée de Pierre Bourdieu au sein des travaux français.

## La Méthodologie et les sources
Méthodologie
La mise en pratique de l’analyse du jeu d’échelles diffère en fonction de la discipline qui l’utilise. Cette méthodologie s’adapte aux contraintes et particularités de chacune d’entre elles. Comme pour la définition, on ne peut pas dresser une méthodologie générale du jeu d’échelles. Les méthodes d’analyses et les sources utilisées sont différentes en fonction des disciplines. Les échelles adoptées par les chercheurs dépendent aussi de leurs demandes et leurs questionnements.
Pour la méthodologie du jeu d’échelles en histoire, celle-ci est intimement liée à la micro-histoire. Elle dresse trois concepts clés puisés dans différentes disciplines : l’importance des contextes, la temporalité, la variation d’échelle.
Les contextes
Dans la discipline historique, les remises en contexte des objets étudiés sont fondamentales dans la méthode analytique classique. Le jeu d’échelles va influer sur ces remises en contexte. La méthode redéfinie perpétuellement les terrains d’analyses du chercheur. Chaque échelle d’analyse nécessite une contextualisation différente pour permettre l’étude d’un objet/sujet. Pour l’étude historique, une remise en contexte suivant différents types d’échelles permettent d’analyser un même objet sous différents angles.
Les échelles
La dimension d’échelle est l’élément le plus représentatif de l’analyse du concept. Les chercheurs, dont Bernard Lepetit, distinguent deux types d’échelles : l’échelle géographique et l’échelle chronologique Ces deux échelles sont utilisées différemment en fonction des disciplines qui les adoptent. Le jeu d’échelles se démarque par la variation de ces différents niveaux chronologiques et géographiques adoptés par le chercheur.
Pour les échelles géographiques, l’approche du chercheur avec son terrain d’étude réside dans la variation de la grandeur de l’espace géographique d’analyse. Celui-ci s’élargit progressivement. Pour la méthode historique, Bernard Lepetit décrit le fait que ce jeu d’échelles spatial tend à aller du plus précis au plus global.
Pour les échelles chronologiques, cette variation s’étend aussi à une grande variété de disciplines. Elle s’applique davantage pour les disciplines travaillant sur le passé et ayant un rapport au temps important. Par ailleurs, chaque discipline à son propre rapport au temps qui diffère plus ou moins des autres.
Pour la pratique historique, cet aspect est fondamental dans l’analyse du jeu d’échelles. Cette variation se concentre sur une diversité d’époques et de périodes chronologiques que le chercheur analyse pour un même objet. Le scientifique étudie un même objet et une même société (zone géographique) à des époques et périodes chronologiques multiples.
Le jeu d’échelles joue donc avec ces deux dimensions (géographique et chronologique). Néanmoins, chaque échelle d’analyse nécessite une approche méthodologique spécifique et propre à ce niveau de recherche. Les échelles mobilisées dépendent aussi des questionnements et des demandes du chercheur.
La Temporalité
La dimension chronologique est d’autant plus liée à la discipline historique qu’elle fait écho à la temporalité, au rapport au temps et au régime d’historicité . Ceci est le troisième concept clé de la méthode de l’analyse du jeu d’échelles. Chaque société étudiée a un rapport au temps bien spécifique. La variation d’échelle géographique et chronologique amène les chercheurs à étudier des sociétés durant des époques différentes et dans des espaces différents. Ces derniers sont donc amenés à étudier des sociétés sous des régimes d’historicités différents.
Sources
Ce rapport au temps est intimement lié à la question des sources mobilisées dans le jeu d’échelles. Les sources utilisées sont différentes en fonction des disciplines et des échelles d’analyses (géographique et chronologique). Elles peuvent aussi être différentes suivant la temporalité. Cela s’explique en partie par le rapport qu’ont chaque pratique avec son terrain. Les sources mobilisées, tout comme les échelles d’analyses, varient aussi en fonction des questionnements et des demandes du chercheur.
En fonction des disciplines et des échelles adoptées, les sources utilisées sont différentes et apportent leur lot de qualités et de limite propre à elle. Chaque échelle amène le chercheur à utiliser des sources spécifiques donnant un certain type d’informations et ayant ses limites et ses forces.
L’objectif principal du jeu d’échelle est d’utiliser la complémentarité des informations puisées dans les différentes sources de chaque niveau d’analyse pour combler les lacunes des autres. Chaque échelle alimente un type de recherche en particulier. Pour le cas de l’histoire, ce sont différents types d’histoire qui sont complétées suivant l’échelle adoptée par le chercheur.

## Apports des différentes échelles d’analyses
Les sources mobilisées dépendent donc de trois éléments : la discipline adoptée, l’échelle d’analyse utilisée et le sujet traité. Les apports de ces sources sont différents suivant la variation de ces trois éléments. Chaque discipline et chaque échelle d’analyse apportent des informations différentes. Ces différents niveaux d’observation ont leurs limites et leurs forces.
Plus l’échelle est précise, zone géographique resserrée et période chronologique courte, plus l’information est détaillée mais le champ d’analyse est assez restreint. Pour le cas de la micro-histoire, les sources mobilisées pour une échelle réduite sont davantage issues de l’écriture de soi ou de l’égo document . Des sources qui sont davantage plus proches de l’individu que du global. Ces recherches sur base d’une échelle réduite alimentent davantage l’histoire culturelle, sociale et locale.
Plus l’échelle est large, zone géographique grande et période chronologique étendue, plus l’information est générale avec un champ d’analyse étendue mais les informations sont moins riches en détails et précisions. Pour le cas de la macro-histoire, les sources mobilisées pour ce type d’échelles sont davantage des archives/sources officielles issues de grandes institutions et ayant un champ d’action relativement ample. Ces recherches sur base d’une échelle étendue alimentent davantage les grands types d’histoire comme l’histoire politique, économique, militaire, etc.
Le jeu d’échelles réside dans le croisement des informations tirées de chaque échelle d’analyse permettant au chercheur de combler les lacunes de chacune. Il implique aussi un basculement répété d’une échelle à l’autre, de la macro vers la micro et inversement. Tout cela, dans la volonté d’atteindre une vision dynamique et globale sur le sujet étudié.

## Les acteurs clés
Tout d’abord, le projet micro-historique est née dans les années 70 autour de deux personnes, Carlos Ginzburg et Giovanni Levi. Ils étaient tous les deux à la tête du petit groupe de chercheurs italiens qui a avancé les premières questions et propositions sur le concept. Ils sont considérés avec Edoardo Grendi comme les fondateurs de la micro-histoire, microstoria en italien.
Giovanni Levi
Giovanni Levi publie le premier ouvrage sur le sujet : Le pouvoir au village, histoire d’un exorciste dans le Piémont du XVIIe siècle. L’ouvrage paru en 1985. Son caractère innovant est qu’il étudie l’histoire à petite échelle de la société. L’histoire singulière de ce curé exorciste n’est en fait, pour l’auteur, qu’un prétexte pour étudier en profondeur le fonctionnement d’une société villageoise au cours d’une période particulièrement troublée.
Les apports de Giovanni Levi dans la discipline sont tout d’abord, l’importance de regarder au-delà des grandes figures historiques pour comprendre les réalités quotidiennes et les expériences des individus ordinaires. Ensuite, il a aussi démontré l’importance de recourir à des sources moins utilisées comme: les archives locales, les registres paroissiaux et les récits de vie.
Edoardo Grendi
Edoardo Grendi fait partie du groupe de chercheurs italiens à la base du concept de microstoria. Il publie deux études importantes sur la micro-histoire. La première, en 1993, portant sur la communauté de Cervo et la seconde, en 1997, sur la famille des Balbi. Dans ces ouvrages, Grendi défend la micro-analyse dont il attend des «révélations» et des «illuminations historiques», contre l’approche traditionnelle et alors dominante en histoire sociale, dans laquelle l’étude des données ne tenait pas compte de leur détermination spatiale et de l’échelle d’observation.
Eduardo Grendi publie aussi des articles permettant la prise en compte de la diversité et des clivages ayant pu séparer les différentes pratiques de la micro-histoire.
Jacques Revel
Jacques Revel a apporté une contribution significative à la réflexion sur le concept de «jeux d’échelles» en histoire. En effet, il participe au mouvement d’introduction en France du courant italien de la microstoria pour mettre en avant la nécessité de passer à plusieurs échelles d’analyse pour mieux comprendre un phénomène.
L’auteur est connu surtout pour son ouvrage fondamental sur le concept: Jeux d’échelles: la micro-analyse à l’expérience. Celui-ci parut en 1996 et est né d’un séminaire à l’école des hautes études en sciences sociales. Ce séminaire poursuivait une réflexion sur les échelles d’observation qu’avait amorcé la micro-histoire. Cet ouvrage en français constitue un ouvrage clé pour l’étude du concept de jeux d’échelles et est traduit aussi en italien ce qui permet un échange entre historiens français et italiens sur cette historiographie.
Bernard Lepetit
Bernard Lepetit avec Anheim et Revel sont certainement les trois historiens français ayant apporté le plus de réflexions au concept de «jeu d’échelles». Il apporte plusieurs réflexions approfondies sur les différentes échelles d’analyse et les rapports qu’elles entretiennent entre elles. Aussi, un de ces apports importants est la distinction entre deux types d’échelles: l’échelle géographique et l’échelle chronologique. Ces deux échelles sont utilisées différemment en fonction des disciplines qui les adoptent mais elles sont indispensables pour saisir la complexité d’une réalité historique.
De plus, Bernard Lepetit a encouragé l’interdisciplinarité dans l’étude de «jeu d’échelles». Il démontre que la géographie, l’anthropologie ou encore la sociologie peuvent enrichir l’analyse.
D’autres historiens ont joué un rôle d’acteurs clés dans le concept comme : Etienne Anheim, Carlos Ginzburg, Olivier Wieviorka, Jean-François Sirinelli, Fernand Braudel ou encore l’américaine Natalie Zemon Davis.